# Martina Kuenz
Martina Kuenz (Innsbruck, 1994. november 1. –) osztrák női szabadfogású birkózó. A 2018-as birkózó-világbajnokságon a női szabadfogás 72 kg-os súlycsoportjában bronzérmes lett. A 2018-as birkózó Európa-bajnokságon bronzérmet szerzett női szabadfogásban 68 kg-os súlycsoportban.

## Sportpályafutása
A 2018-as birkózó-világbajnokságon a 72 kg-osok súlycsoportjában a bronzmérkőzés során az egyiptomi Szamar Amer Ibrahim Hamza volt az ellenfele. A mérkőzést 2–1-re nyerte.